# Yoraco
Yoraco fue un cacique indígena de Venezuela. En etimología chaima su nombre significa zorro o diablo. Se presume que nació en el valle de Tácata, estado Miranda, en fecha desconocida.  
La legendaria existencia de Yoraco se basa en la narración que de su muerte hizo José de Oviedo y Baños en su Historia de la conquista y población de la provincia de Venezuela.
Según Baños, en 1574, cuatro indios Teques acompañaron como intérpretes a dos soldados españoles llamados Juan Pascual y Diego Sánchez al Valle de Tácata, del cual pretendían apoderarse. A su llegada fueron masacrados mientras los intérpretes huían hacia a Caracas para llevar la noticia al teniente Francisco Carrizo. 
A principios de 1575, Carrizo se encaminó hacia el Tácata con unos 90 hombres para tomar control del área. A su llegada consiguió a los indígenas esperándolos, y en la retaguardia, Garci González de Silva observó a unos 500 flecheros preparándose para una emboscada. De Silva se dio a la tarea de perseguirlos, pero en el camino sólo consiguió a Yoraco apuntándole con un arco. Aumentando el trote, De Silva lo embistió desde su caballo "y le dio tan fiero bote con la lanza, que suspendiéndolo del suelo, lo llevó en breve rato por el aire."
Dándolo por muerto, De Silva soltó al indio y al voltear, observó que el mismo se puso en pie y se enfrentó a dos españoles llamados Juan de la Parra y Diego Méndez, quienes pronto le dieron muerte. 
Aquí, la narración de Baños creó la leyenda de la naturaleza sobrenatural de Yoraco al describir cómo después de muerto sus heridas no sangraban, y que sólo cuando le quitaron un collar de "piedras coloradas", empezó a desangrarse. Según Baños, este collar se lo apropió De Silva quien lo conservó como tesoro hasta que algunos años más tarde, el gobernador de Venezuela, Diego de Osorio, al enterarse de su supuesto poder, se lo quitó para enviárselo como curiosidad al Rey Felipe II de España.  
La obra de Oviedo y Baños, debe ser leída con cautela, ya que es fuente primaria de muchas historias de Venezuela en las que se han descubierto numerosos errores históricos. 